# MAN TGS
Il MAN TGS è un autocarro e trattore stradale prodotto da MAN a partire dal 2007 per sostituire il MAN TGA. Esso appartiene alla categoria degli autocarri con masse totali da 18 a 41 t.

## Contesto

### Prima generazione (2007-2019)

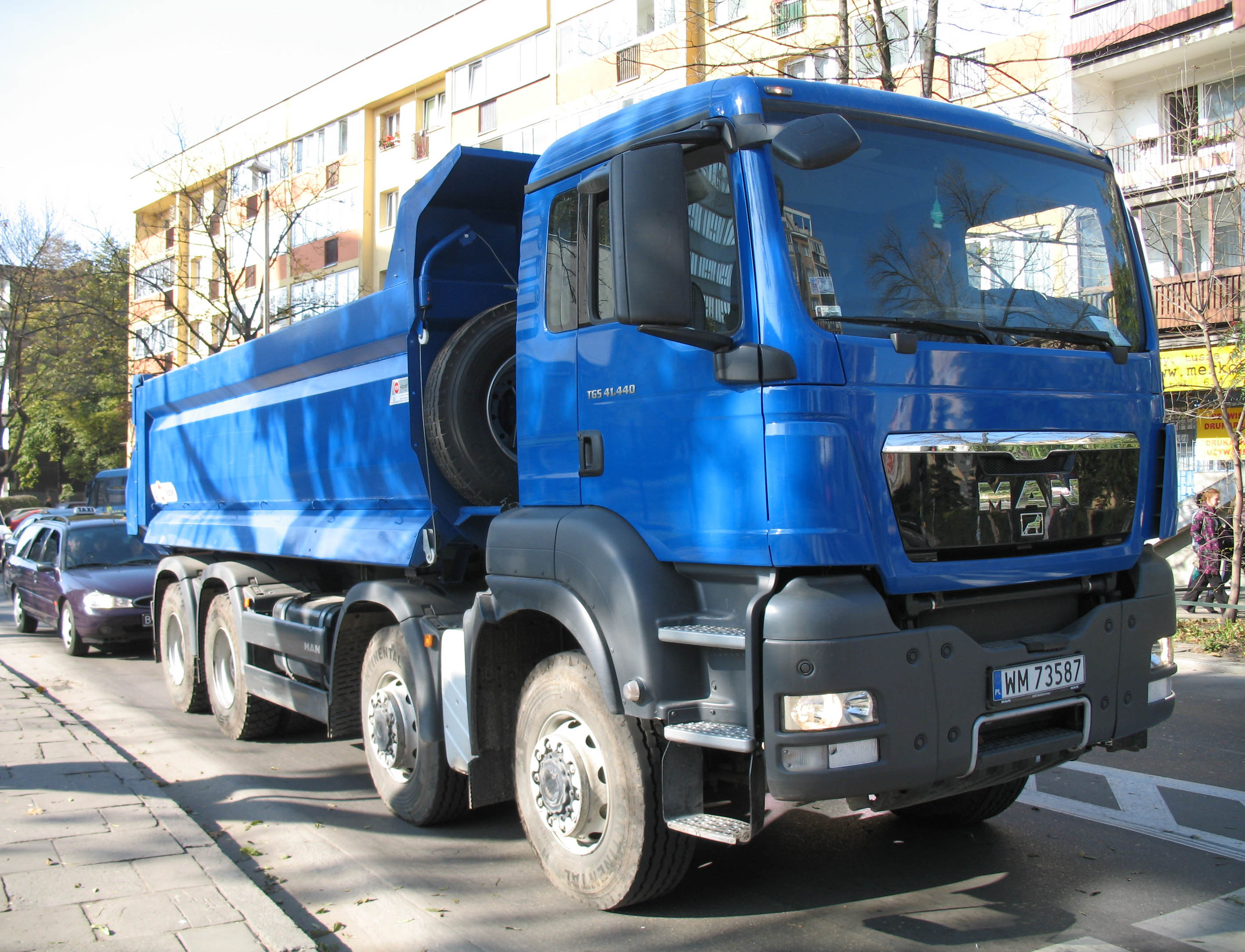
MAN TGS 41-440

La storia del MAN TGS è iniziata nel 2007, quando al salone di Amsterdam è stata presentata ufficialmente la nuova gamma TGS/TGX, che ha preso il posto della precedente serie TGA. Il TGS è stato progettato specificamente per le applicazioni in ambito edilizio, logistico regionale e nei servizi comunali, distinguendosi fin da subito per un design moderno, aerodinamico e funzionale.
I miglioramenti rispetto alla serie TGA sono stati significativi: il coefficiente di resistenza aerodinamica è stato ridotto del 2%, mentre l'adozione di nuovi specchi retrovisori, montanti anteriori ottimizzati e deflettori ha permesso di abbattere i rumori esterni fino al 30%. L'aerazione è migliorata grazie a una presa d’aria aumentata del 15%, con vantaggi evidenti per l’efficienza del sistema di raffreddamento del motore.
Le cabine disponibili sono state tre: M, L e LX, con interni caratterizzati da linee morbide e raccordi continui tra plancia e porte, che hanno offerto un ambiente di guida più spazioso e confortevole. L’illuminazione ha incluso fari a LED con luci diurne integrate e indicatori di direzione.
I motori sono stati affidabili 6 cilindri in linea D20 e D26 Common Rail, con potenze comprese tra 320 e 540 CV, disponibili con omologazione Euro 4 ed Euro 5. Le trasmissioni sono state fornite dalla ZF: manuali a 16 rapporti o automatizzate TipMatic a 12 rapporti, con la possibilità di integrare intarder e PriTarder. Per gli impieghi municipali, è stata prevista anche una trasmissione automatica a 6 marce.
Nel 2010 è stata introdotta la versione WW (WorldWide), progettata per i mercati emergenti e per condizioni ambientali più estreme.
Nel 2007, il MAN TGS è stato votato International Truck of the Year 2008.

#### Restyling 2014

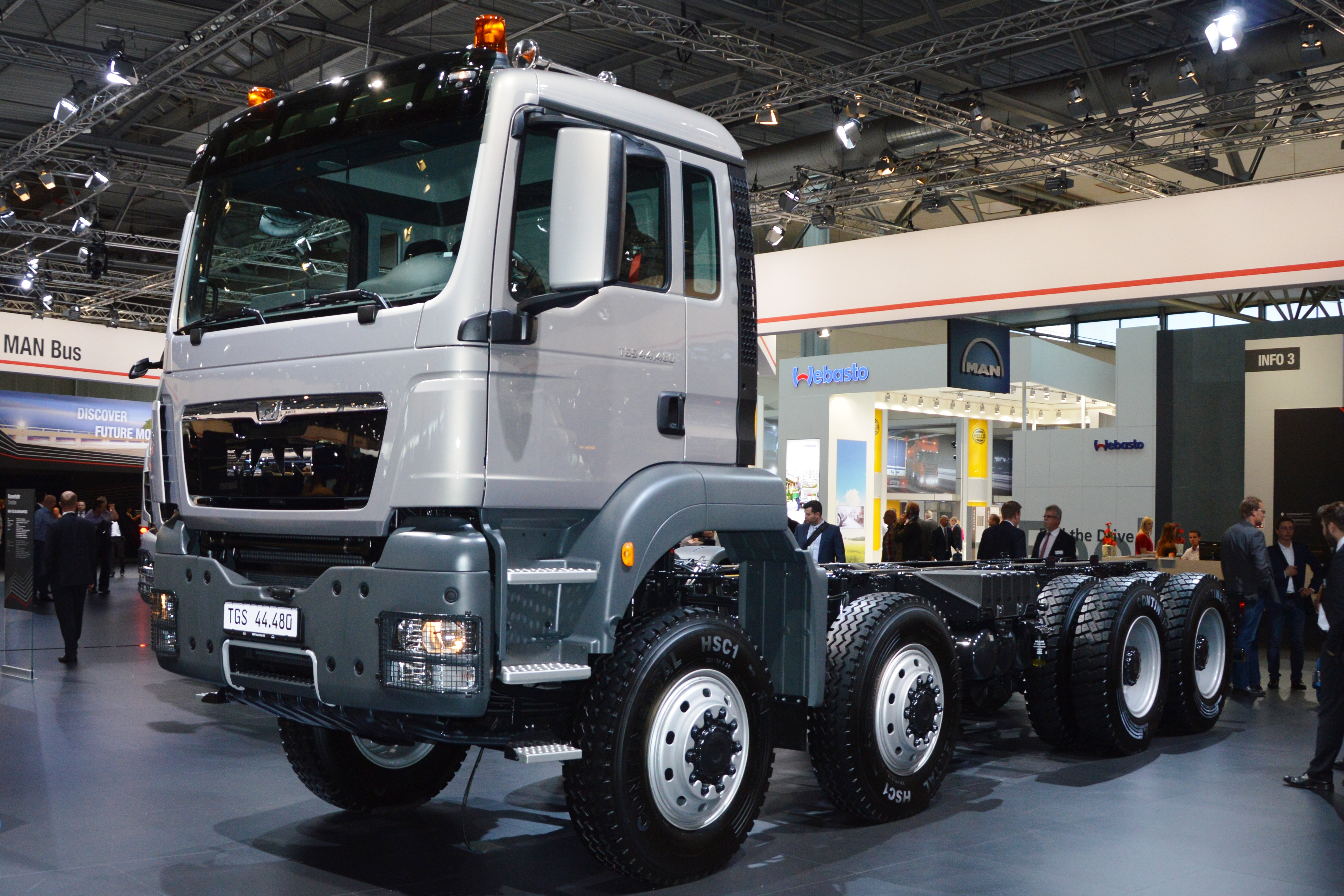
MAN TGS 44.480 8x8

Nel 2014 arriva un importante aggiornamento tecnico ed estetico: il TGS viene adeguato alla normativa Euro 6, attraverso una combinazione di tecnologie EGR e SCR, unite a un filtro antiparticolato (SCRT). I nuovi motori, ancora D20 e D26, mantengono potenze fino a 480 CV e adottano doppio turbocompressore a due stadi, migliorando l’efficienza del ciclo di combustione.
Il frontale viene completamente riprogettato per migliorare la penetrazione aerodinamica, con nuove prese d’aria e deflettori laterali, contribuendo anche alla riduzione dei consumi. Viene rivista anche l’architettura della parte posteriore della cabina e del telaio, con nuovi serbatoi AdBlue da 25 a 80 litri e scarico spostato lateralmente per massimizzare lo spazio. Grazie a queste modifiche, l’autonomia raggiunge fino a 3.800 km senza rifornimento.
Nel 2016, il TGS subisce un ulteriore facelift in occasione dell'IAA di Hannover: nuovi materiali per gli interni, colori più caldi e un’attenzione particolare all’estetica, con il logo MAN messo maggiormente in evidenza attraverso un nuovo fondo scuro. Vengono anche ottimizzati i condotti di aspirazione per aumentare la resa dei motori e migliorare la qualità della guida.

### Seconda generazione (dal 2020)

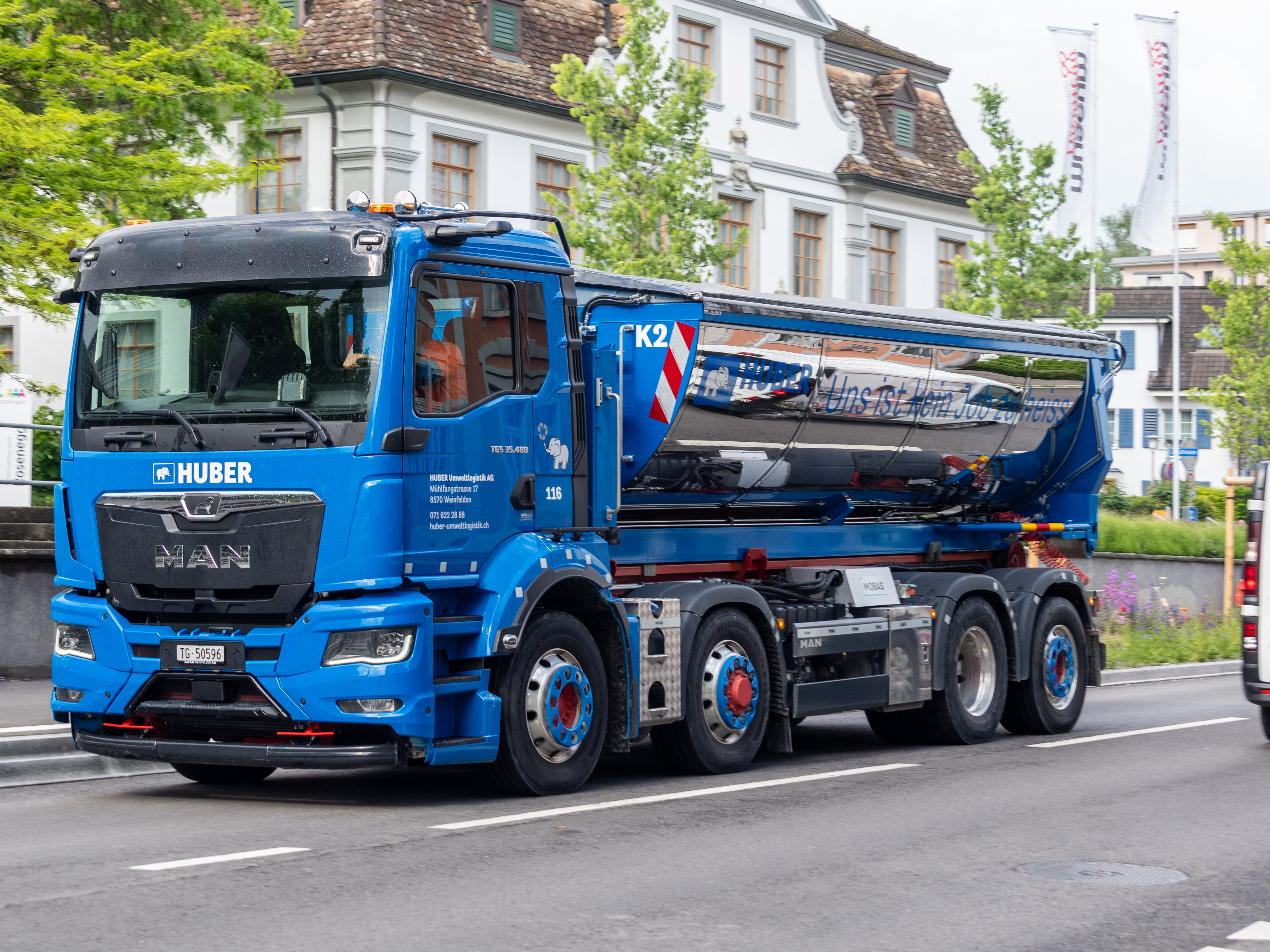
MAN TGS 35.480

La seconda generazione del MAN TGS è stata presentata nel 2020 a Monaco di Baviera. Ha rappresentato un’importante evoluzione rispetto alla serie precedente, grazie a una riprogettazione completa che ha interessato la cabina, l’ergonomia interna, la meccanica e i sistemi di assistenza alla guida. La nuova cabina ha avuto una larghezza standard di 2,24 metri ed è stata proposta in quattro diverse lunghezze: C (Compact) – 1,62 m, N (Distribuzione) – 1,88 m, F (Lunga percorrenza) – 2,28 m e B (Doppia fila) – 2,78 m.
Sono state previste anche tre altezze: 1.645 mm (C), 1.737 mm (N) e 2.035 mm (M), per adattarsi a differenti necessità operative. L’abitacolo è stato completamente rinnovato, ispirandosi al MAN TGX: ha integrato strumentazione digitale, volante multifunzione, display ad alta definizione e un sistema infotainment centrale. Sono stati migliorati la visibilità, l’ergonomia, la silenziosità e la sicurezza, anche grazie all’introduzione di nuovi sistemi ADAS come la frenata automatica d’emergenza, l’assistenza al mantenimento della corsia, il monitoraggio dell’angolo cieco e altri dispositivi per la sicurezza attiva.
La gamma ha adottato motori Euro 6d, in particolare:
- il D15 da 9 litri, con potenze comprese tra 330 e 400 CV;
- il D26 da 12,4 litri, con potenze da 430 a 510 CV.

Questi propulsori sono stati abbinati a trasmissioni automatizzate MAN TipMatic a 12 rapporti o a cambi manuali a 16 marce, in base alla configurazione. Entrambi i motori hanno utilizzato esclusivamente il sistema SCR (Selective Catalytic Reduction) senza ricircolo dei gas (EGR), contribuendo alla riduzione dei consumi e delle emissioni.
Il modello TGS è stato pensato specificamente per impieghi gravosi in cava e cantiere, adottando un design focalizzato su robustezza e funzionalità. Sono stati introdotti paraurti in acciaio componibili, piastre paramotore, griglie di protezione per i fari e soluzioni che hanno facilitato l’accesso per la manutenzione. La cabina NN, più compatta, è stata destinata ad ambienti operativi difficili, mentre le versioni FM e FN hanno garantito maggiore comfort per chi percorre lunghe distanze su strada. Tra le dotazioni tecniche si sono distinti il sistema EasyControl, con pulsanti esterni programmabili per l’uso in cantiere e lo SmartSelect, un sistema di comando del display infotainment tramite manopole concentriche e touchpad, ideato per ridurre le distrazioni alla guida. Anche i retrovisori sono stati riprogettati con alloggiamenti più sottili e posizionati in modo da aumentare la visibilità e ridurre gli angoli ciechi, aspetto utile soprattutto in manovra su terreni complessi.
Un esempio concreto dell’ottimizzazione del peso è stato rappresentato dal modello TGS-TS (Tank Silos), dotato di motore D15 e cabina FN, che ha raggiunto una tara inferiore a 6.500 kg. Questa configurazione ha permesso di aumentare il carico utile rispetto a modelli analoghi. Inoltre, il servizio MAN Individual ha offerto ulteriori personalizzazioni su richiesta, consentendo una riduzione della tara fino a 205 kg supplementari.

## Motorizzazioni
La gamma TGS presenta le seguenti motorizzazioni:
| Motore                           | Cilindrata (l) | Potenza (kW-CV) | Coppia (Nm) |
| -------------------------------- | -------------- | --------------- | ----------- |
| Diesel (Р6, 6 Cilindri in Linea) |                |                 |             |
| D1556                            | 9              | 243 kW (330 CV) | 1600 Nm     |
| D1556                            | 9              | 265 kW (360 CV) | 1700 Nm     |
| D1556                            | 9              | 294 kW (400 CV) | 1800 Nm     |
| D2676                            | 12,4           | 316 kW (430 CV) | 2200 Nm     |
| D2676                            | 12,4           | 346 kW (470 CV) | 2400 Nm     |
| D2676                            | 12,4           | 375 kW (510 CV) | 2600 Nm     |
| D3066                            | 12,7           | 279 kW (380 CV) |             |
| D3066                            | 12,7           | 324 kW (440 CV) |             |
| D3066                            | 12,7           | 353 kW (480 CV) |             |
| D3066                            | 12,7           | 382 kW (520 CV) |             |
| D3066                            | 12,7           | 412 kW (560 CV) |             |